# Fugitius encadenats
Fugitius encadenats (títol original en anglès Fled) és una pel·lícula de suspens estatunidenca dirigida per Kevin Hooks el 1996 i doblada al català.

## Argument
Per portar als tribunal un padrí de la màfia cubana, els agents de l'FBI necessiten material, i podria ser que un petit hacker que és actualment a la presó els en pugui proveir. Com fer-ho?

## Comentaris
- Es tracta d'un remake de Fugitius (1958) de Stanley Kramer.
- El personatge Dodge fa regularment referència a pel·lícules contemporànies, El Padrí (The Godfather 1972), Deliverance (1972), What's Love Got to Do with It (1993) i El fugitiu (1993)... Piper, per la seva banda, a Shaft, Les nits vermelles de Harlem (1971)

## Repartiment
- Laurence Fishburne: Charles Piper
- Stephen Baldwin: Mark Dodge
- Will Patton: inspector Matthew 'Gib' Gibson
- Robert John Burke: U.S. Marshal Pat Schiller
- Robert Hooks: Tinent Henry Clark
- Victor Rivers: Rico Santiago
- David Dukes: D.A. Chris Paine
- Ken Jenkins: Warden Nichols
- Michael Nader: Frank Mantajano
- Brittney Powell: Cindy Henderson
- Salma Hayek: Cora
- Steve Carlisle: Herb Foster
- RuPaul: ell mateix